# La seduttrice
La seduttrice (Born to Be Bad) è un film del 1950, diretto da Nicholas Ray.

## Trama
In una San Francisco scintillante di ambizioni e ipocrisie sociali, Donna Foster, una giovane segretaria efficiente e raffinata, lavora per l’editore John Caine. Quando quest’ultimo le chiede di ospitare temporaneamente la nipote Christabel, arrivata in città per frequentare una scuola di economia, Donna accetta con generosità, ignara delle conseguenze che ne deriveranno.
Christabel, dietro un’apparenza timida e gentile, si rivela presto una donna scaltra, manipolatrice e disposta a tutto pur di scalare i gradini della società. Inizia insinuandosi nella vita privata di Donna, mostrando un interesse sempre meno velato per Curtis Carey, il ricco fidanzato della coinquilina. L’occasione perfetta per mettersi in mostra arriva durante una festa organizzata da Gabriel “Gobby” Broome, un eccentrico pittore amico di Donna, presso il quale Christabel fa realizzare un ritratto che le permette di inserirsi ancora più profondamente nella cerchia dell’alta società. Parallelamente, l’aspirante scrittore Nick Bradley, che sta per pubblicare il suo primo romanzo con la casa editrice di Caine, si innamora di Christabel, rimanendo affascinato dal suo mistero. Lei, però, si dimostra interessata a lui solo fino a quando le conviene. Con un gioco sottile di insinuazioni e colpevolizzazioni, riesce a distruggere il rapporto tra Donna e Curtis, spingendoli alla rottura. A quel punto, scarta Nick e si dedica anima e corpo alla conquista di Curtis, che infine sposa, diventando una signora della buona società. Ma il mondo che Christabel ha costruito con così tanta determinazione comincia lentamente a sgretolarsi. Nonostante la nuova posizione, è incapace di soffocare l’attrazione per Nick, che torna nella sua vita e le offre la possibilità di vivere un amore autentico e travolgente. Tuttavia, le sue intenzioni restano ambigue: più interessata alla sicurezza finanziaria che all’amore sincero, Christabel cerca di mantenere entrambi gli uomini nelle sue reti, rivelando una natura sempre più opportunista e cinica. Il fragile castello di menzogne che ha costruito inizia a crollare quando una bugia evidente viene scoperta da suo zio John, mettendo in moto una serie di eventi che cambieranno il destino di tutti i personaggi coinvolti.